# PNC Bank Building (Filadelfia)
El PNC Bank Building es un edificio de oficinas de gran altura ubicado en el vecindario Market West de Center City, Filadelfia, en el estado de Pensilvania (Estados Unidos). Construido en 1983, tiene 150 m de altura y 39 pisos. Alberga oficinas de PNC Financial Services. Fue construido en el sitio del Fox Theatre y el Stanley/Stanton/Milgram Theatre.
En el edificio se localizan varias empresas, tales como Huntington & Franklin, PC, la oficina de Filadelfia de Schnader Harrison Segal & Lewis, Zarella Law Office LLC, el grupo de banca de inversión de Stifel Nicolaus Weisel, BCD m & i., Marcum LLP y Tax Warriors of Drucker Y Scaccetti, PC.

## Historia
Provident Mutual Life Insurance Co. era un antiguo inquilino del edificio. En 1996, la empresa de gestión de inversiones inmobiliarias con sede en Nueva York Yarmouth Group supervisó una renovación para los nuevos propietarios del edificio comprado dos años antes.
PNC Bank trasladó formalmente su sede regional y la sede nacional del Grupo de Gestión de Activos de PNC al edificio 1600 Market Street en 1997, ocupando 15 pisos.

## Galería

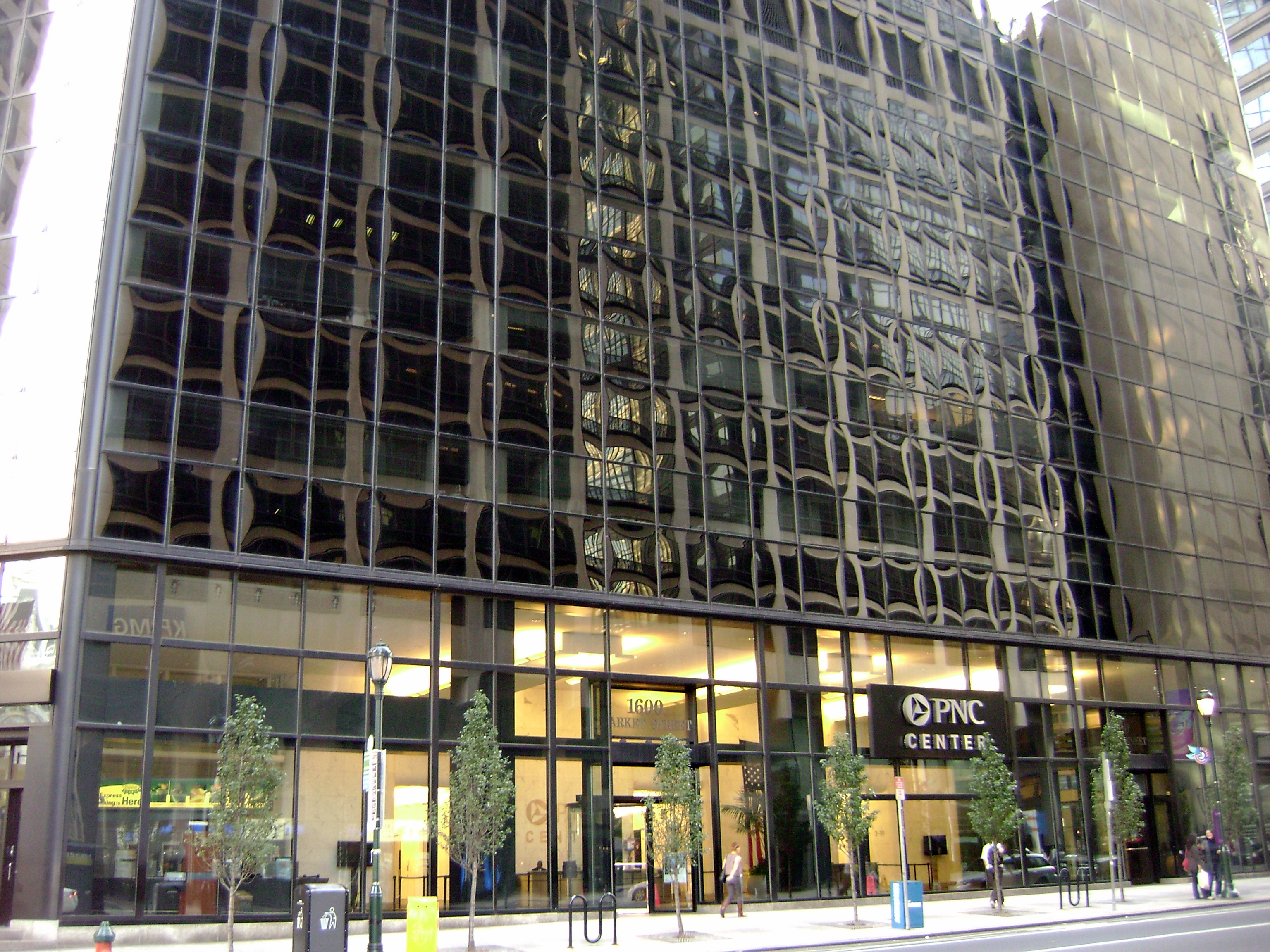
Entrada principal del PNC Bank Building.
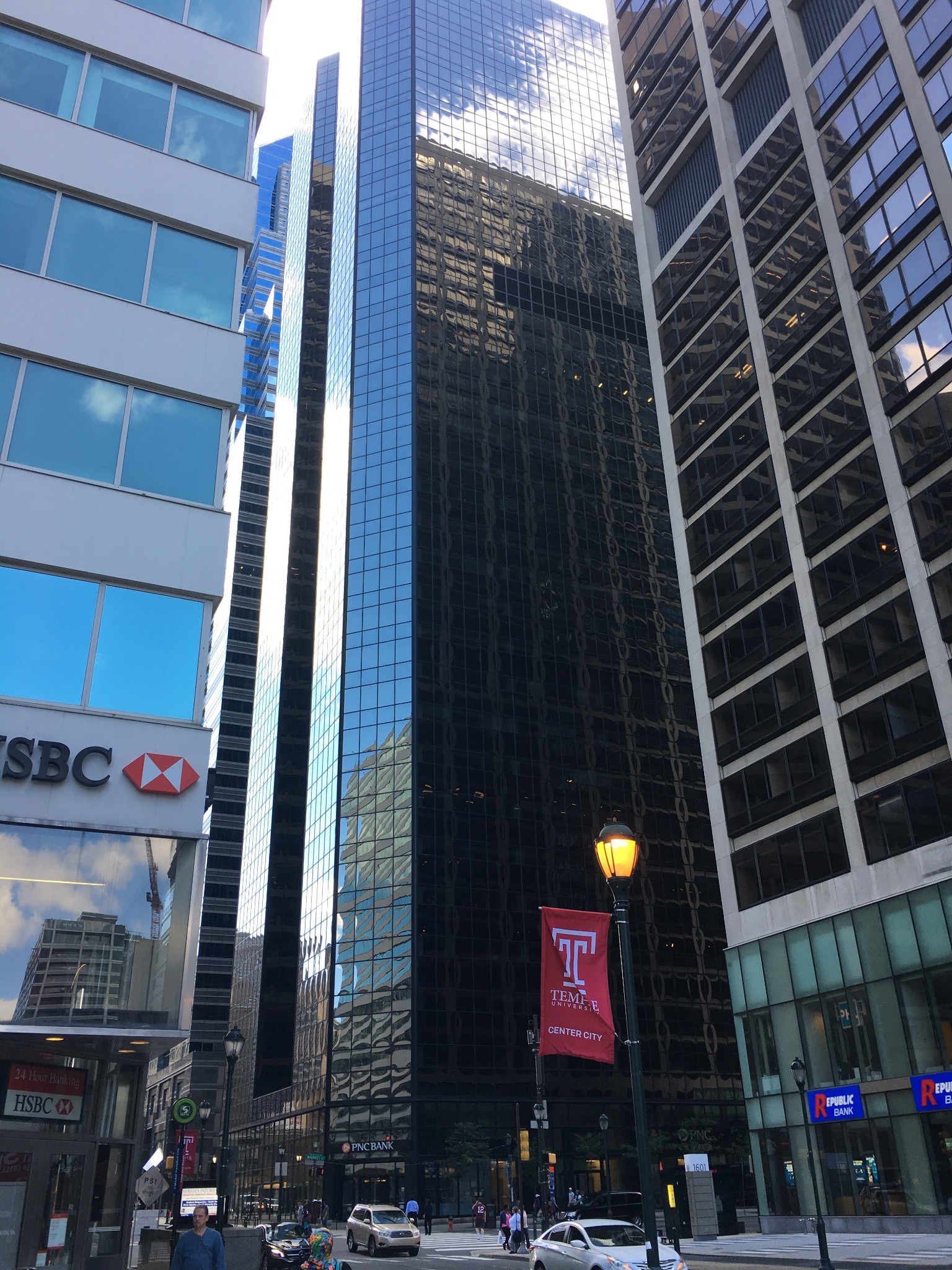
El PNC Bank Building junto a otros rascacielos de Filadelfia.